# Marit Sandvei
Marit Sandvei (* 21. Mai 1987 in Norwegen) ist eine norwegische ehemalige Fußballspielerin, die von 2009 bis 2016 für Lillestrøm SK Kvinner und die Norwegische Fußballnationalmannschaft der Frauen spielte. 

## Werdegang

### Vereine
Sandvei spielte in ihrer Jugend bei Rælingen FK und Skjetten SK. 2006 wechselte sie zum Team Strømmen FK, das seit 2010 als Lillestrøm SK Kvinner antritt und mit dem sie 2012 und 2014 Norwegischer Meister wurde. Im Sechzehntelfinale der UEFA Women’s Champions League 2013/14 scheiterte sie mit ihrer Mannschaft aber an LdB FC Malmö.

### Nationalmannschaften
Sandvei nahm mit den U-19- und U-23-Mannschaften an zwei Turnieren in La Manga, Spanien teil, aber an keiner Europameisterschaft. Ohne A-Länderspiel wurde sie in den norwegischen Kader für die EM 2009 berufen „weil sie einen starken linken Fuß hat und zudem sehr ballsicher und schnell ist“.  Sie machte dann zwar noch am 19. August 2009 im letzten Testspiel vor der EM ihr erstes A-Länderspiel, als sie in der 78. Minute gegen Schweden eingewechselt wurde, bei der EM kam sie aber in den fünf Spielen nicht zum Einsatz. Sie schaffte auch danach nicht den Sprung zur Stammspielerin, kam in den folgenden Jahren nur zu sporadischen Einsätzen zumeist in Freundschaftsspielen und wurde auch nicht für die EM 2013 berücksichtigt. Auch für die Qualifikationsspiele für die WM 2015 und den Algarve-Cup 2015 wurde sie nicht berücksichtigt. Im Mai 2015 wurde sie aber für die WM 2015 nominiert. Bei der WM kam sie aber nicht zum Einsatz. Nach der WM wurde sie noch in einem Qualifikationsspiel für die EM 2017 und einem Freundschaftsspiel eingesetzt.

## Erfolge
- Norwegische Meisterin: 2012, 2014, 2015, 2016
- Norwegische Pokalsiegerin: 2014, 2015, 2016